# Kill Boksoon
Kill Boksoon (lit. ‘Mateu Bookson’, coreà: 길복순, Gil Bok-sun) és una pel·lícula d'acció criminal sud-coreana del 2023 escrita i dirigida per Byun Sung-hyun. Es va estrenar a Netflix el 31 de març del 2023. S'ha subtitulat al català.

## Argument
Gil Bok-soon, una assassina il·lustre dins la indústria dels sicaris, es veu entre l'espasa i la paret en una confrontació tot just abans de renovar el contracte amb l'empresa.

## Repartiment

### Principal
- Jeon Do-yeon com a Gil Bok-soon[6][7]
- Park Se-hyun com a Gil Bok-soon jove[8]
- Sol Kyung-gu com a Cha Min-kyu[7]
- Lee Jae-wook com a Cha Min-kyu jove[9]
- Esom com a Cha Min-hee[7]
- Koo Kyo-hwan com a Han Hee-seong[7]

### Secundari
- Kim Si-a com a Gil Jae-yeong[7][10]

- Lee Yeon com a Kim Yeong-ji[11]

- Parc Kwang-jae
- Jang In-sub
- Choi Byung-mo
- Kim Sung-oh[9]
- Kim Ki-cheon
- Gi Ju-bong
- Kim Jun-bae
- Jang Hyun-sung

### Aparició especial
- Hwang Jung-min[12]

## Producció
El 4 de gener del 2022, es va confirmar la producció de Kill Boksoon amb Jeon Do-yeon, Sol Kyung-gu, Esom i Koo Kyo-hwan com a elenc principal. El rodatge va començar el 15 de desembre del 2022. El 7 d'abril del 2022, hom va informar públicament que l'actriu protagonista, Do-yeon, havia estat ferida al cap durant la filmació i havia hagut d'abandonar el rodatge. Tanmateix, després de ser tractada amb punts de sutura a l'hospital, es va recuperar i va tornar a escena. El film va acabar de gravar-se el 3 de juny del 2022.

## Promoció
El 2 de febrer del 2023, Netflix va difondre els primers pòsters i tràilers de la pel·lícula i en va anunciar el llançament exclusiu a escala global el 31 de març del mateix any a través de la seva plataforma de vídeo a la carta.

## Estrena
La pel·lícula va ser convidada oficialment a la secció Berlinale Special del 73è Festival Internacional de Cinema de Berlín, on va fer l'estrena mundial el 18 de febrer del 2023. Es va estrenar a Netflix el 31 de març del 2023 per a la població general.